# Karl Manner

Firmenlogo

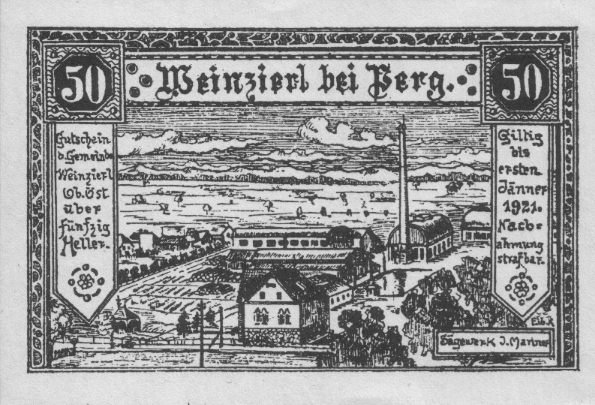
Mannersäge in Perg.

Ing. Karl Manner (* 24. Oktober 1923; † 26. April 2015 im 92. Lebensjahr) war ein österreichischer Unternehmer und Sportschütze.

## Leben
Karl Manner war mit Rita verheiratet und lebte mit seiner Familie in Perg (Oberösterreich), Adresse Dollberg Nr. 2 (Landhaus Manner). Neben seiner beruflichen Tätigkeit war er von 1962 bis 1993 ehrenamtlicher Obmann und Oberschützenmeister sowie danach Ehrenoberschützenmeister des Schützenvereins Perg war. Unter seiner Führung wurden das Schützenhaus, Naarntalstrasse Nr. 17, gebaut und erweitert sowie acht Kleinkaliberstände für 50 Meter, acht Armbruststände für 30 Meter und die Luftgewehrhalle für zehn Meter mit zwölf Ständen errichtet. Die Sportstätte dient als Austragungsort für zahlreiche Meisterschaften. 
Von 1966 bis 1992 war Karl Manner Werksdirektor des Zweigwerkes Perg der Josef Manner & Comp. AG., Wien. Das Perger Zweigwerk wurde 1911 als Sägewerk gegründet. Weithin war bald der hohe Schlot des fabrikseigenen Dampfkraftwerks sichtbar. 1955 zerstörte ein Brand dieses Sägewerk. Anschließend wurde es nur zögerlich wiederaufgebaut. Ab 1966 folgte eine komplette Umrüstung auf eine Mannerschnitten-Produktionstätte. Ab 2008 stand dort der größte Waffelofen der Welt. Trotzdem kam 2016 das Aus für dieses Manner-Zweigwerk in Perg. 

## Sportliche Erfolge
Manner konnte unter anderen auf nachstehende Erfolge verweisen:
- Österreichischer Staatsmeister mit dem Zimmergewehr (1958, 1964)
- Silbermedaillen bei den Armbrust-Europameisterschaften 1963 und 1969 in der Schweiz
- Österreichischer Staatsmeister mit dem Luftgewehr 1964
- insgesamt vier Bronzemedaillen bei den Armbrust-Europameisterschaften 1963 und 1969 in der Schweiz sowie 1965 in Deutschland
- Zweifacher Österreichischer Armbrust-Staatsmeister 1972
- Österreichischer Armbrust-Staatsmeister (1975)

## Auszeichnungen
Karl Manner erhielt für seine Erfolge und seine ehrenamtliche Tätigkeit mehrere Auszeichnungen:
- Nach fünf Staatsmeistertiteln wurde ihm 1976 das oberösterreichische Landessportehrenzeichen in Gold für Aktive verliehen.
- Bei der 100-Jahr-Feier des Österreichischen Schützenbundes erhielt er das Sportehrenzeichen in Gold des Österreichischen Schützenbundes.
- 1990 erhielt er den Ehrenring des Oberösterreichischen Landesschützenverbandes
- 1993 wurde Karl Manner Konsulent für Sportwesen der Oberösterreichischen Landesregierung und erhielt zum zweiten Mal das oberösterreichische Landessportehrenzeichen in Gold, diesmal für Funktionäre.
- Ehrenring der Stadt Perg (2008)